# Liste der Gedenktafeln und Gedenksteine in Wien/Simmering
Diese Liste der Gedenktafeln und Gedenksteine in Wien/Simmering enthält die Gedenktafeln im öffentlichen Raum des 11. Wiener Gemeindebezirks Simmering. Hauptsächliche Basis dieser Liste ist „Wien Kulturgut“ (der digitale Kulturstadtplan der Stadt Wien).
Andere Denkmäler sowie Kunstwerke im öffentlichen Raum sind unter Liste der Kunstwerke im öffentlichen Raum in Wien/Simmering zu finden.
Erinnerungssteine sind in der Liste der Erinnerungssteine in Wien-Simmering angeführt. Soweit es sich um Wandtafeln handelt, haben einige von ihnen allerdings gleichfalls Inventarnummern im Wiener Kulturgüterkataster.

## Gedenktafeln und Gedenksteine
| Foto  |                 | Inschrift | Name                                                                     | Typ         | Standort                                 | Beschreibung | Metadaten                                         |
| ----- | --------------- | --- | ------------------------------------------------------------------------ | ----------- | ---------------------------------------- | --- | ------------------------------------------------- |
| ja    | Datei hochladen | Hier entstand um 1670 ein Herrensitz, der „Rosenhof“, an der Stelle dreier dem Himmelpfortkloster zinspflichtiger Anwesen. Sein Erbauer war Siegfried Christoph Graf v. Breuner. * 1635 † 1698. Heimatforschung Simmering 1949 R.G.POTZ. | Siegfried Christoph Breuner – Gedenktafel                                | Gedenktafel | Mautner-Markhof-Gasse 50 Standort        | |                                                   |
| ja    | Datei hochladen | KÜNDIGUNGSGRUND: „NICHTARIER“ Aus diesem Haus wurden 1938 von den Nationalsozialisten vertrieben: Klara Datz Jakob Datz Opfer des Holocaust. NIEMALS VERGESSEN! | Klara u. Jakob Datz – Opfer des Holocaust – Gedenktafel ID: 95758        | Gedenktafel | Lorystraße 40 Standort                   | Stein (1999) |                                                   |
| ja    | Datei hochladen | KÜNDIGUNGSGRUND: „NICHTARIER“ Aus diesem Haus wurden 1938 von den Nationalsozialisten vertrieben: Fritz Duschner Josef Duschner Susanne Duschner Opfer des Holocaust. NIEMALS VERGESSEN! | Familie Duschner – Opfer des Holocaust – Gedenktafel ID: 95757           | Gedenktafel | Lorystraße 38 Standort                   | |                                                   |
| ja    | Datei hochladen | KÜNDIGUNGSGRUND: „NICHTARIER“ Aus diesem Haus wurden 1938 von den Nationalsozialisten vertrieben: Ryfka Feuchtbaum Toska Feuchtbaum Opfer des Holocaust. NIEMALS VERGESSEN! | Ryfka und Toska Feuchtbaum / Opfer des Holocaust – Gedenktafel ID: 95751 | Gedenktafel | Ehamgasse 8 Standort                     | Marmor (1999) | Standort: Friedrich-Engels-Hof                    |
| BW    | Datei hochladen | Im Gedenken an Herrn Josef Fuchs Inhaber des Goldenen Verdienstzeichens des Landes Wien 4.3.1906 - 2.4.1996 der über sechzig Jahre bis zu seinem Tod den Friedhof der Namenlosen und die Gräber aufopfernd gepflegt und betreut hat. Die Bezirksvorstehung Simmering | Josef Fuchs – Gedenktafel ID: 95748                                      | Gedenktafel | Standort                                 | Granit | Standort: Alberner Hafen, Friedhof der Namenlosen |
| ja BW | Datei hochladen | Dem grossen Vorkämpfer für Arbeiterrecht und Sozialismus Karl Höger Zum 100. Geburtstage gewidmet Die Hausgemeinschaft Wien im Oktober 1947 | Karl Höger – Gedenktafel ID: 95759                                       | Gedenktafel | Lorystraße 40–42 Standort                | Sandstein, Marmor; Neuherstellung der Tafel 2018 (1947/2018) |                                                   |
| ja    | Datei hochladen | Dieser Park ist nach dem Stadtgartendirektor von Wien Wenzel Hybler (1847–1920) benannt. Hieß früher „Simmeringer Park“ und wurde im Jahre 1905 unter dem Bürgermeister Dr Karl Lueger errichtet. | Wenzel Hybler – Gedenktafel                                              | Gedenktafel | Hybler-Park Standort                     | |                                                   |
| ja    | Datei hochladen | In dieser Wohnhausanlage wohnte Rosa Jochmann Abgeordnete zum Nationalrat Ehrenbürgerin der Stadt Wien 19. Juli 1901 28. Jänner 1994 als Sozialdemokratin und überzeugte Antifaschistin trat sie unermüdlich für Demokratie, Freiheit und Menschenwürde ein 1934 bis 1945 Verfolgung-Haft-KZ Ravensbrück Niemals vergessen! Die Simmeringer Bezirksvertretung | Rosa Jochmann – Gedenktafel                                              | Gedenktafel | Braunhubergasse 25 Standort              | |                                                   |
| ja    | Datei hochladen | Diese Schule wurde nach der Simmeringer Widerstandskämpferin Rosa Jochmann (1901 – 1994) benannt. Wegen ihrer demokratischen Gesinnung und Widerstandstätigkeit war Rosa Jochmann 1934 – 1935 in Kerkerhaft und 1940 – 1945 im Frauenkonzentrations- lager Ravensbrück. 1945 – 1967 war sie Abgeordnete zum Nationalrat. Als unbeugsame Demokratin und Kämpferin für Menschenrecht, als Mahnerin der Jugend gegen Rassismus und Rechtsextremismus bleibt sie Vorbild für Generationen               | Rosa Jochmann – Gedenktafel                                              | Gedenktafel | Fuchsröhrenstraße 21–25 Standort         | | Standort: Ganztagesvolksschule Rosa Jochmann      |
| ja    | Datei hochladen | ROSA JOCHMANN 1901 – 1994 Wohnhausanlage Demokratin, Sozialistin, Antifaschistin Simmeringer Abgeordnete zum Nationalrat | Rosa Jochmann – Gedenktafel                                              | Gedenktafel | Simmeringer Hauptstraße 142–150 Standort | |                                                   |
| ja    | Datei hochladen | In diesem Hause lebte Simmerings Arbeiterdichter Karl Kaniak 1872 – 1931 Er schreib Novellen, Erzählungen, ernste u. lustige Skizzen vom Grund. Der Alt-Simmeringer Club 1948 R. G. Potz | Karl Kaniak – Gedenktafel ID: 95752                                      | Gedenktafel | Geiselbergstraße 5 Standort              | Marmor (1948) |                                                   |
| ja    | Datei hochladen | 1854 Dr. Franz Klein 1926 Schöpfer der modernen Zivilprozessordnung | Franz Klein – Gedenktafel                                                | Gedenktafel | Herbortgasse 24 Standort                 | Wilhelm Frass (1932) | Standort: Dr.-Franz-Klein-Hof                     |
| ja    | Datei hochladen | Niemals vergessen! An dieser Stelle wurde am 6. April 1945 von den Nazi-Faschisten der Kommunist Otto Koblicek Arbeiter des Gaswerkes Simmering ermordet. Er fiel im Kampf um Österreich sein Tod ist Verpflichtung zum Kampf gegen jede Art von Faschismus Mai 1947 K. P. Ö. Simmering | Otto Koblicek – Gedenktafel ID: 95155                                    | Gedenktafel | Rinnböckstraße 55 Standort               | Stein (Marmor), gestaltet von der Steinmetzfirma Potz (1947) | Standort: Strindberghof                           |
| ja    | Datei hochladen | An dieser Stelle befand sich das ehemalige Polizeikommissariat Simmering Hier wurde im Jahre 1933 der spätere österreichische Bundeskanzler Dr. Bruno Kreisky von den damaligen austrofaschistischen Machthabern gefangen gehalten. Kulturverein und Bezirksvertretung Simmering | Bruno Kreisky – Gedenktafel ID: 95756                                    | Gedenktafel | Krausegasse 14 Standort                  | Gerhard Kimmerl, Marmor (1995) |                                                   |
| ja    | Datei hochladen | In diesem Hause starb am 31.5.1809 der bei Aspern schwerverwundete Marschall Jean Lannes Herzog von Montebello Bezirksmuseum Simmering | Jean Lannes – Gedenktafel ID: 95760                                      | Gedenktafel | Mailergasse 12 Standort                  | Marmor. Bereits am 11. Juni 1955 wurde am Haus Mailergasse 5 eine Gedenktafel für Marschall Lannes angebracht, das Haus wurde 1989 abgerissen. Neuere Nachforschungen eruierten das Haus Mailergasse 12 als Sterbehaus des Marschalls. Die stark verwitterte ursprüngliche Tafel wurde durch eine neue ersetzt. (1955/1992) |                                                   |
|       | Datei hochladen | Karl Maisel Wohnhausanlage Karl Maisel 1890 – 1982 Bürger der Stadt Wien Bundesminister für soziale Verwaltung Vorsitzender der Gewerkschaft Metall-Bergbau-Energie Vizepräsident des österreichischen Gewerkschaftsbundes Präsident des österreichischen Arbeiterkammertages und der Kammer für Arbeiter und Angestellte für Wien Sein Leben widmete er den sozial Schwachen | Karl Maisel – Gedenktafel                                                | Gedenktafel | Koblicekgasse 2–8                        | | Standort: Karl-Maisel-Hof                         |
| ja    | Datei hochladen | In diesem Hause unterrichtete am Anfange des 19. Jahrhunderts Lehrer Adam Niernberger u. Pfarrer Iganz Bugl die Simmeringer Jugend. Sie zeichneten sich durch heldenhafte Heimatliebe in den Freiheitskämpfen 1809 aus. Gewidmet von der Lehrerschaft Simmerings und dem Alt-Simmeringer Club 1936 erneuert 1948 u. 1993 | Adam Niernberger / Ignaz Bugl – Gedenktafel ID: 95753                    | Gedenktafel | Kobelgasse 24 Standort                   | Marmor. Die ursprüngliche Tafel ging im Zuge des 2. Weltkriegs kaputt, am 12. September 1948 wurde eine neue Tafel hergestellt, 1993 erneut. (1936/1948/1993) |                                                   |
| ja    | Datei hochladen | Eduard Pantucek-Hof Eduard Pantucek 1887 – 1961 Verdienstvoller Bezirksvorsteher von Simmering in den Jahren 1921 – 1934 und in der schweren Zeit von April bis August 1945. | Eduard Pantucek – Gedenktafel                                            | Gedenktafel | Simmeringer Hauptstraße 93               | | Standort: Eduard Pantucek-Hof                     |
| ja    | Datei hochladen | Anton Schrammel – Hof Dieser Hof führt seinen Namen nach dem Drechslergehilfen und Abgeordneten Anton Schrammel der sich auf gewerkschaftlichem wie politischem Gebiete um die Arbeiterschaft hochverdient gemacht hat 1854 – 1917 | Anton Schrammel – Gedenktafel ID: 95754                                  | Gedenktafel | Kopalgasse 55/61 Standort                | Marmor, Sandstein | Standort: Anton-Schrammel-Hof                     |
| ja    | Datei hochladen | In diesem Hause bestand das erste Bürgermeisteramt von Simmering in dem 1850 – 1856 die Bürgermeister Dr. Wenzel Sedlitzky u. Josef Dachler amtierten. Der Alt-Simmering-Klub 1947. R.G. Potz | Wenzel Sedlitzky u. Josef Dachler – Gedenktafel ID: 95761                | Gedenktafel | Simmeringer Hauptstraße 42 Standort      | R. G. Potz, Marmor (1947) |                                                   |
| ja    | Datei hochladen | Am 16. Oktober 1932 überfielen Hitlerfaschisten das Bezirkssekretariat der S.D.A.P. und ermordeten in feiger Weise den Sozialisten Karl Tlasek der sich ihnen in Ausübung seines Dienstes als Rayons- Inspektor mutig entgegenstellte Der feige, bewaffnete Überfall wurde kurz darauf von einigen Simmeringer Schutzbündlern erfolgreich abgeschlagen Diesen tapferen Kämpfern in Dankbarkeit gewidmet S.P.Ö. Bezirksorganisation XI Gewerkschaft d. öffent. Angestellten Sektion Sicherheitswache | Karl Tlasek – Gedenktafel ID: 95750                                      | Gedenktafel | Drischützgasse 4 Standort                | Bronze (1946) |                                                   |
| ja    | Datei hochladen | Karl Tlasek - Sicherheits- wachebeamter 13.12.1897 – 16.10.1932 wurde beim Arbeiterheim Drischützgasse 4 erschossen. Er starb für Österreichs Demokratie. | Karl Tlasek – Gedenktafel                                                | Gedenktafel | Lorystraße 16–18 Standort                | | Standort: Karl-Tlasek-Hof                         |
| ja    | Datei hochladen | Laurenz Widholz 2.5.1861 – 19.11.1926 1907 – 1918 Reichstagsabgeordneter 1918 – 1919 Mitglied der provisor. Nationalversammlung 1920 – 1926 Abgeordneter zum Nationalrat Sein Wirken war den Arbeitern gewidmet | Laurenz Widholz – Gedenktafel                                            | Gedenktafel | Lorystraße 22 Standort                   | |                                                   |
| ja    | Datei hochladen | Diese Wohnhausanlage wurde benannt nach Alfred Wunsch Fürsorgeamtsvorsteher von Simmering Er wurde 1892 geboren und starb 1979 | Alfred Wunsch – Gedenktafel                                              | Gedenktafel | Lorystraße 33–37 Standort                | | Standort: Alfred-Wunsch-Hof                       |

## Gedenktafeln für Ereignisse, Organisationen und Orte
| Foto |                 | Inschrift | Name                                            | Typ         | Standort                            | Beschreibung              | Metadaten                                         |
| ---- | --------------- | --- | ----------------------------------------------- | ----------- | ----------------------------------- | ------------------------- | ------------------------------------------------- |
| BW   | Datei hochladen | Im Bereich zwischen Damm- Kapelle und Hafeneinfahrt befand sich einst der alte Friedhof der Namen- losen, der im Jahre 1900 aufgelassen wurde. 478 Opfer des Stromes liegen heute noch dort bestattet. | Friedhof der Namenlosen – Gedenktafel ID: 95748 | Gedenktafel | Standort                            | Blech                     | Standort: Alberner Hafen, Friedhof der Namenlosen |
| ja   | Datei hochladen | Die Simmeringer Hauptstrasse deckt sich mit der von den Römern im ersten Jahrhundert angelegten Militärstrasse der römischen Grenzverteidigungslinie (Limes). Sie führte vom Standlager Vindobona über den Gutshof ”Villa Gaii” (bei der Kirche St. Laurenz) und das Castell ”Ala Nova” (Schwechat) nach Carnuntum. In späterer Zeit bildete sie als ”Ungarische Poststrasse” die wichtigste Verbindung der Reichshauptstadt mit dem Südosten. Der Alt Simmeringer Club. 1949 R. G. Potz. | Limes – Gedenktafel ID: 95762                   | Gedenktafel | Simmeringer Hauptstraße 12 Standort | R. G. Potz, Marmor (1949) |                                                   |
| ja   | Datei hochladen | Vor diesem Hause an der Poststrasse wurde 1713 bei der großen Pest eine Pestgrube angelegt. Mehrere Skelette wurden bei Erdarbeiten am 12. August 1943 geborgen und durch die Heimatforschung auf dem Zentralfriedhof bestattet. Der Alt-Simmeringer Klub 1947 | Simmeringer Pestgrube – Gedenktafel ID: 95755   | Gedenktafel | Krausegasse 1 Standort              | Marmor (1947)             |                                                   |